# Équipe de Slovénie des moins de 17 ans de football
Maillots
L'équipe de Slovénie de football des moins de 17 ans est constituée par une sélection des meilleurs joueurs slovènes de moins de 17 ans sous l'égide de la Fédération de Slovénie de football.

## Parcours

### Parcours en Championnat d'Europe
- 1992 : Non qualifiée
- 1993 : Non qualifiée
- 1994 : Non qualifiée
- 1995 : 1er tour
- 1996 : Non qualifiée
- 1997 : 1er tour
- 1998 : Non qualifiée
- 1999 : Non qualifiée
- 2000 : Non qualifiée
- 2001 : Non qualifiée
- 2002 : Non qualifiée
- 2003 : Non qualifiée
- 2004 : Non qualifiée
- 2005 : Non qualifiée
- 2006 : Non qualifiée
- 2007 : Non qualifiée
- 2008 : Non qualifiée
- 2009 : Non qualifiée
- 2010 : Non qualifiée
- 2011 : Non qualifiée
- 2012 : 1er tour
- 2013 : Non qualifiée
- 2014 : Non qualifiée
- 2015 : 1er tour
- 2016 : Non qualifiée
- 2017 : Non qualifiée
- 2018 : 1er tour
- 2019 : Non qualifiée
- 2020 - 2021 : Editions annulées
- 2022 : Non qualifiée
- 2023 : 1er tour

### Parcours en Coupe du monde
- 1993 : Non qualifiée
- 1995 : Non qualifiée
- 1997 : Non qualifiée
- 1999 : Non qualifiée
- 2001 : Non qualifiée
- 2003 : Non qualifiée
- 2005 : Non qualifiée
- 2007 : Non qualifiée
- 2009 : Non qualifiée
- 2011 : Non qualifiée
- 2013 : Non qualifiée
- 2015 : Non qualifiée
- 2017 : Non qualifiée
- 2019 : Non qualifiée
- 2023 : Non qualifiée